# Косеж (Любуське воєводство)
Косеж (пол. Kosierz) — село в Польщі, у гміні Домбе Кросненського повіту Любуського воєводства.
Населення — 477 осіб (2011).
У 1975-1998 роках село належало до Зеленогурського воєводства.

## Демографія
Демографічна структура станом на 31 березня 2011 року:
|          | Загалом | Допрацездатний вік | Працездатний вік | Постпрацездатний вік |
| -------- | ------- | ------------------ | ---------------- | -------------------- |
| Чоловіки | 245     | 56                 | 166              | 23                   |
| Жінки    | 232     | 51                 | 133              | 48                   |
| Разом    | 477     | 107                | 299              | 71                   |